# Дитер от Насау
Дитер от Насау (на немски: Diether von Nassau, * ок. 1250, † 22 ноември 1307, Трир) е архиепископ и курфюрст на Трир от 1300 до 1307 г.

## Живот
Дитер произлиза от графската фамилия Насау и е син на граф Валрам II († 1276), основателят на Валрамската линия, и на Аделхайд от Катценелнбоген († 1288). Неговият по-голям брат Адолф от Насау († 1298) е избран през 1292 г. за римско-немски крал.
Дитер е доминикански монах и има титлата магистър (magister artium) по теология. От 1295 г. той е на служба при папа Бонифаций VIII, който по политически причини издига Дитер за архиепископ на Трир на 18 януари 1300 г., въпреки че домкапителът определя домпроста на Кьолн Хайнрих III фон Вирнебург. Като такъв той строи замък Рамщайн и на други места укрепява замъци.
През неговото управление има конфликти в град Трир. През 1304 г. след големи боеве той подчинява град Кобленц.
В църквата Дитер си създава противници. Той конфискува доходите на църкви и започва да присвоява за частна собственост реликви. През 1306 г. катедралата на Трир и други църкви и манастири се оплакват от него на папа Климент V, който иска от Дитер обяснение, което той не прави. Той се отнася лошо също и с папския легат. Дитер умира, преди да отиде при папата и е погребан в доминиканската църква в Трир, която е разрушена през 1812 г.
Последван е като архиепископ от Балдуин Люксембургски.

## Галерия
- Герб на дом Насау]
- седалище в Трир
- Замък Рамстейн
- Католическа енорийска църква „Дева Мария“
- Старият замък в Кобленц